# Организация сновидений
«Организация сновидений» (англ. An Organizations of Dreams) — фильм 2009 года производства Великобритании.
Премьера фильма состоялась 26 октября 2009 года в рамках Лондонского кинофестиваля. В России фильм впервые был показан в июне 2010 года в рамках программы «Перспективы» XXXII Московского международного кинофестиваля.
Рейтинг фильма на IMDb составляет 6,6 (данные на 16 июля 2010 г.).

## Сюжет
Английский писатель возвращается в Лондон, чтобы начать писать новый роман, главная героиня которого — мало что понимающая в реальной жизни жена богатого бизнесмена, которая под воздействием своего нового знакомого вдохновляется идеями терроризма, совершает убийство и отправляется с тайной миссией в Париж под видом студентки киношколы. Расследованием совершённого ею преступления занимается французский полицейский (его играет Доминик Пиньон), — а за ними за всеми наблюдает писатель, который в какой-то момент начинает сомневаться в том, что всё происходящее является лишь плодами его фантазии, что он не описывает того, что происходит в действительности… Современный сюжет переплетается с историей создания Эдуаром Мане его знаменитой картины со сценой расстрела императора Мексики Максимиллиана I…

## В ролях
- Стивен Барбер — в роли самого себя
- Жак Дринкур — в роли самого себя
- Жюлия Фор — Джулия
- Джек Гарфейн — в роли самого себя
- Оскар Гуардиола — революционер
- Джордж Хоффман — в роли самого себя
- Соня Джеречек — Мейд
- Сэм Макмаллен — Сэм
- Доминик Пиньон — полицейский
- Джон Шрапнел[англ.] — Джон
- Лекс Шрапнел[англ.] — Лекс
- Бернард Штиглер, французский философ, директор Департамента культурного развития Национальный центр искусства и культуры имени Жоржа Помпиду — в роли самого себя
- Габриэла Райт — Габриэла